# Arhidieceza de Alba Iulia

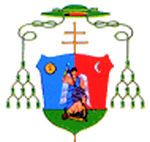
Sigiliul Arhidiecezei de Alba Iulia

Arhidieceza de Alba Iulia (în latină Archidioecesis Albae Iuliensis, în maghiară Gyulafehérvári Érsekség) este una din cele două arhiepiscopii romano-catolice din România, alături de Arhidieceza de București. A fost înființată de către Sfântul Ștefan, primul rege al Regatului Maghiar, în anul 1009 ca dieceză a Transilvaniei, cu sediul la Alba Iulia.
Catedrală episcopală este Catedrala Sfântul Mihail din Alba Iulia, și datează din vremea arpadienilor. Din 2020 arhiepiscop romano-catolic de Alba Iulia este Gergely Kovács.

## Demografie
Arhiepiscopia Romano-Catolică de Alba Iulia grupează cel mai mare număr de credincioși romano-catolici din România, anume 440.000 de credincioși conform Annuario Pontificio pe anul 2008, față de ca. 91.500 de credincioși în Arhiepiscopia Romano-Catolică de București. Arhiepiscopia cuprinde județele Alba, Bistrița-Năsăud, Brașov, Cluj, Harghita, Covasna, Hunedoara, Mureș, Sălaj și Sibiu. Renumitul loc de pelerinaj de la Șumuleu-Ciuc, care de Rusalii întrunește sute de mii de credincioși (în special secui și ceangăi), se află tot în această arhiepiscopie.

## Istoric

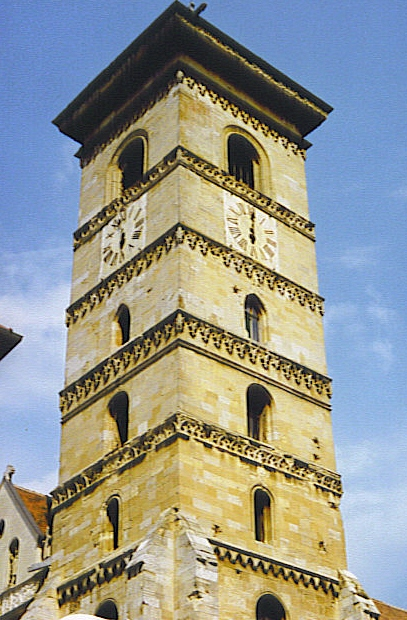
Turnul sudic al Catedralei Sf. Mihail (sec. al XIII-lea), înalt de 62 m

Episcopia a fost fondată în anul 1009 de către regele Ștefan I al Ungariei, fiind una dintre cele zece episcopii fondate de acest rege. Inițial s-a numit Episcopia Ardealului sau Episcopia Transilvaniei (în latină Dioecesis Transylvaniensis) și a fost sufragană a Arhiepiscopiei de Kalocsa.
În data de 22 martie 1932, ca urmare a concordatului din 1927, încheiat între România și Sfântul Scaun, numele episcopiei a fost schimbat din Transylvaniensis în Albae Iuliensis. Cu aceeași ocazie Episcopia de Alba Iulia a fost scoasă de sub jurisdicția Arhiepiscopiei de Kalocsa și trecută sub jurisdicția Arhiepiscopiei de București, situație care a durat până în 1991. 
În perioada 1940-1944, în care Regatul României a cedat Ardealul de Nord către Ungaria fascistă, episcopul Áron Márton de la Alba Iulia a efectuat vizite canonice în teritoriile diecezane din Ardealul de Nord, remarcându-se drept critic al fascismului. Predica sa ținută pe 18 mai 1944 în Biserica Sf. Mihail din Cluj, în care s-a ridicat împotriva concentrării evreilor transilvăneni, a atras expulzarea episcopului de Alba Iulia de pe teritoriul Ungariei fasciste și predarea sa sub escortă autorităților române.
După arestarea episcopului Áron Márton în anul 1949 a fost consacrat în clandestinitate episcop auxiliar de Alba Iulia profesorul Győző Simon Macalik. Acesta a fost arestat la rândul său în anul 1951 și a murit după doi ani în închisoarea Jilava.
În anul 1955 episcopul Márton, ridicat între timp la rangul de arhiepiscop, a fost eliberat din închisoare și s-a întors la conducerea Diecezei de Alba Iulia.
În data de 5 august 1991 papa Ioan Paul al II-lea a ridicat Dieceza de Alba Iulia la statutul de arhiepiscopie (Archidioecesis), ocazie cu care i-a acordat exempțiunea, adică subordonarea imediată față de Sfântul Scaun. Această modificare de statut a avut loc prin constituția apostolică intitulată Quod satis constat.

## Galerie

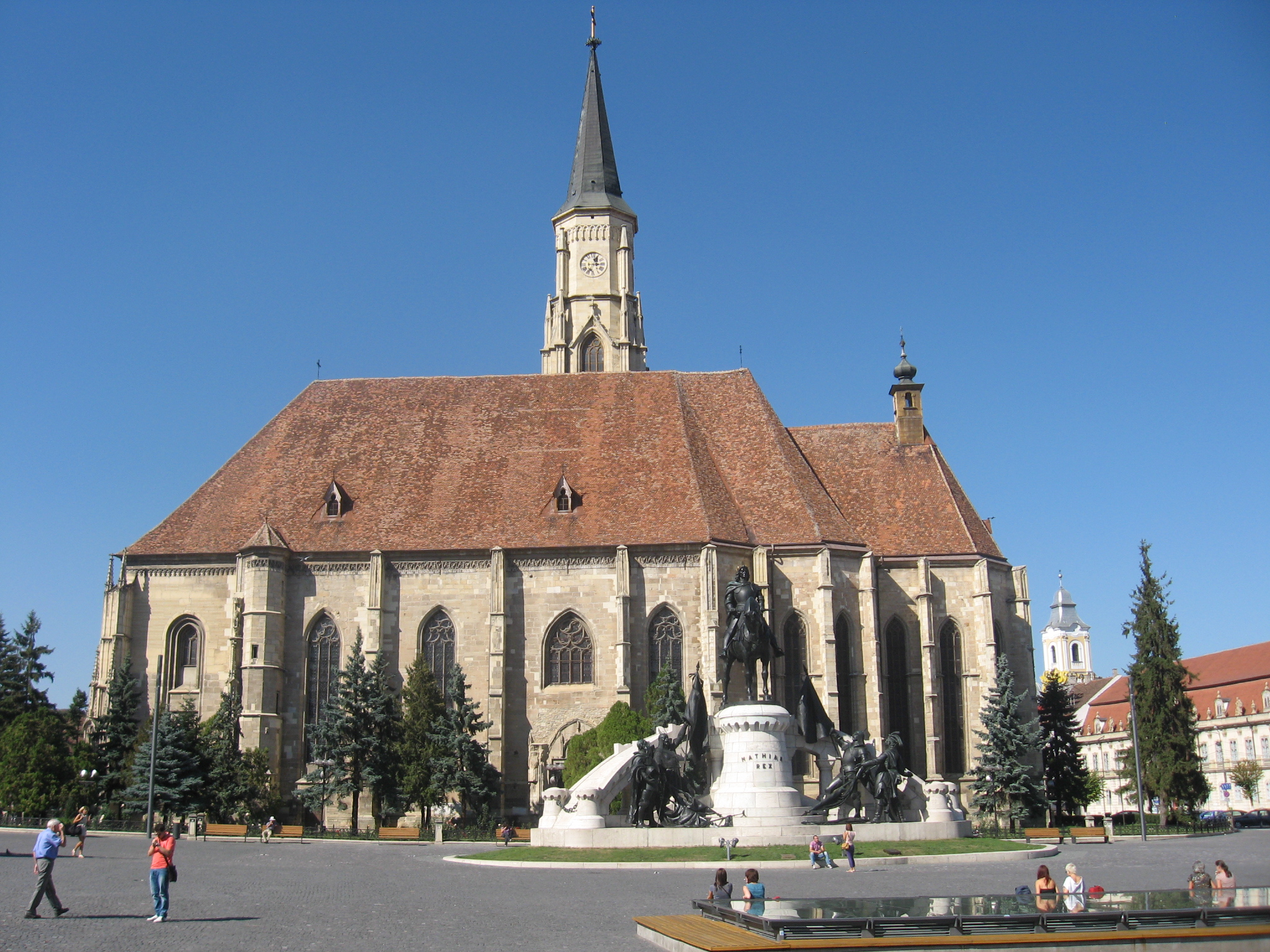
Biserica Sfântul Mihail din Cluj
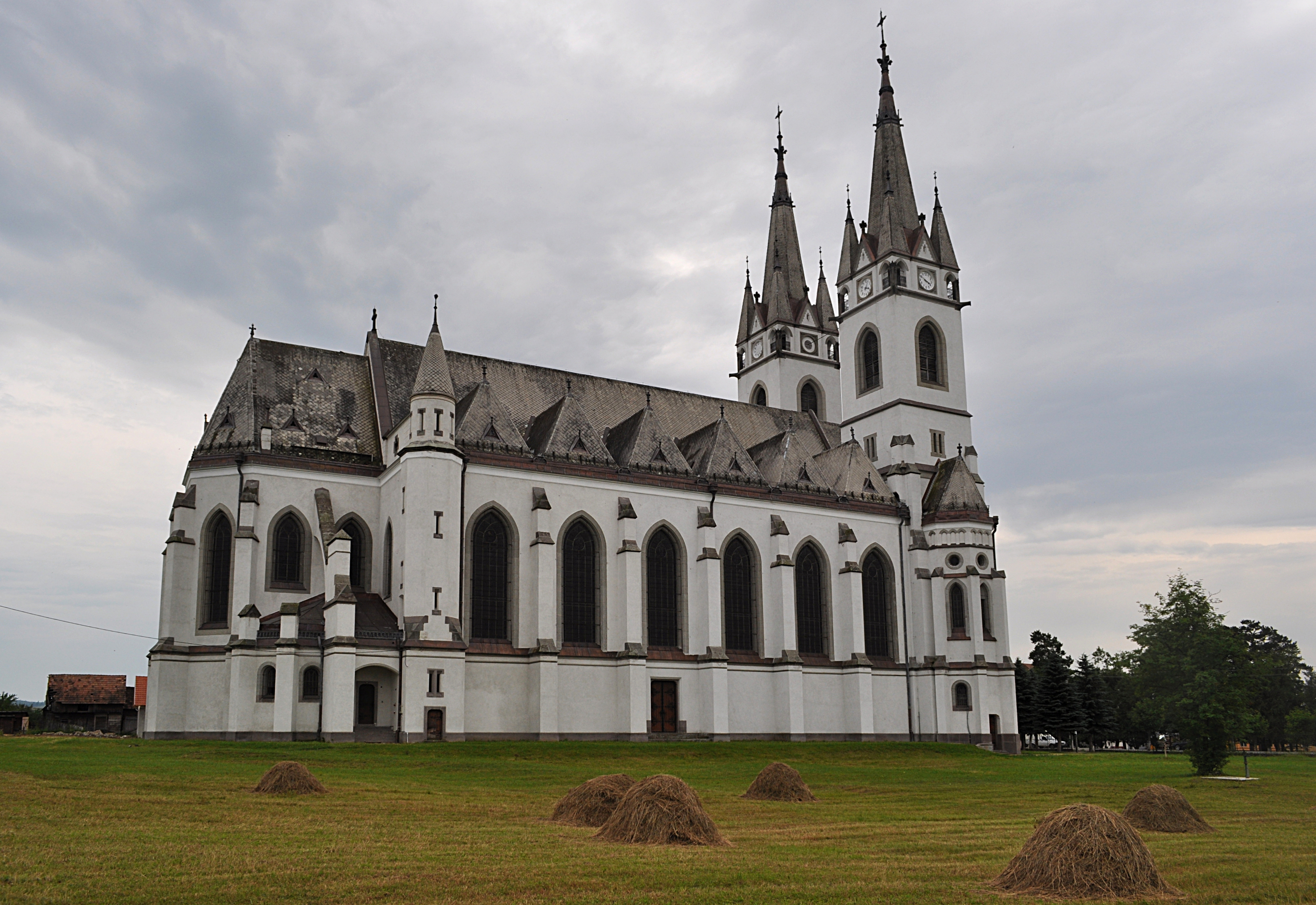
Biserica Preasfânta Inimă a lui Isus din Ditrău
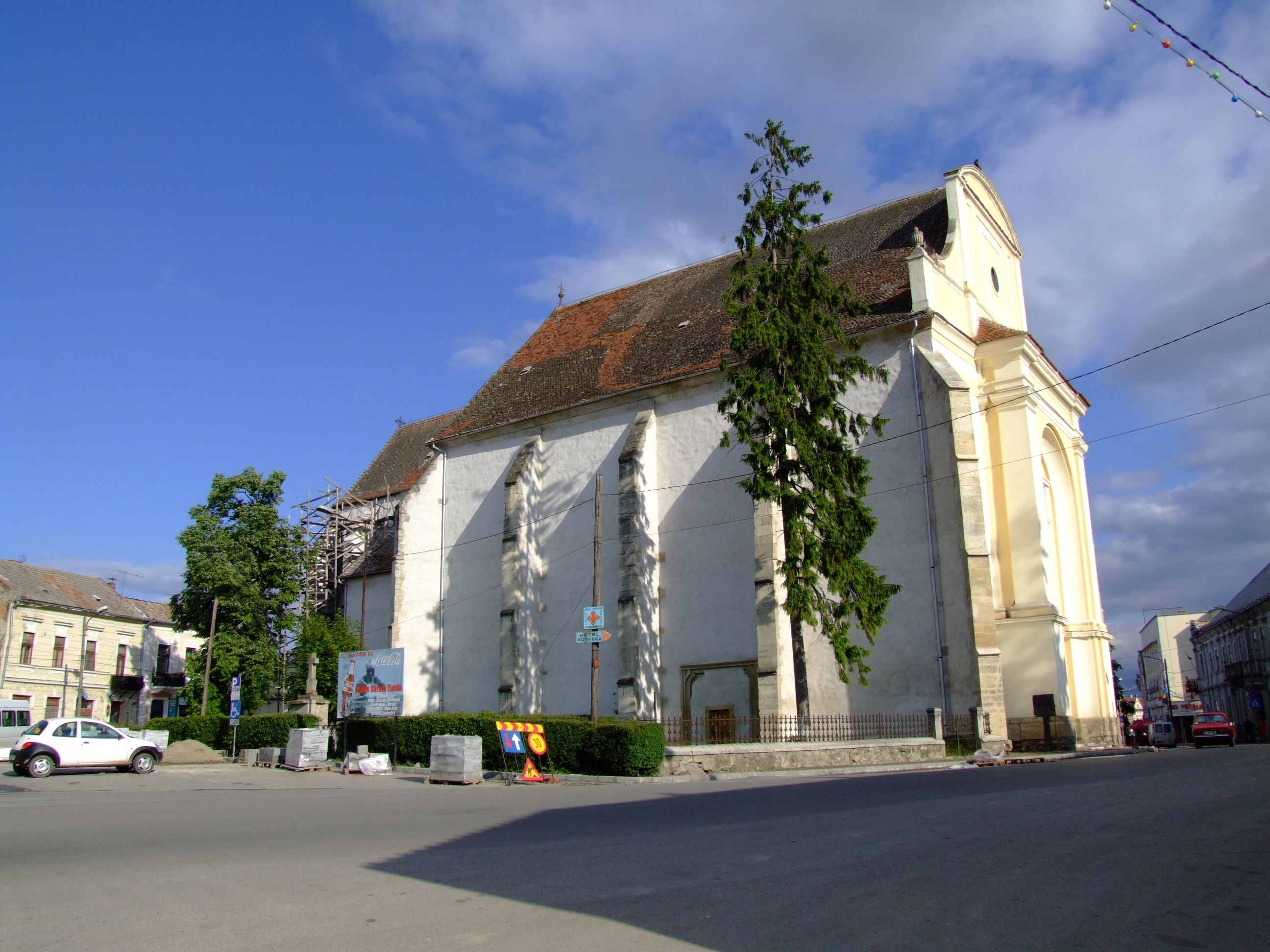
Biserica Romano-Catolică din Turda
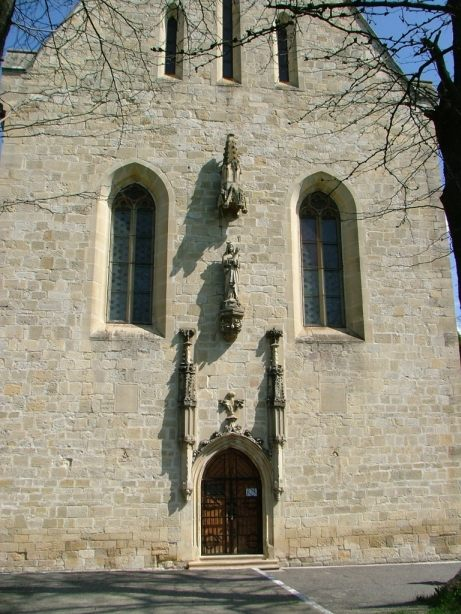
Biserica Calvaria de la Cluj-Mănăștur
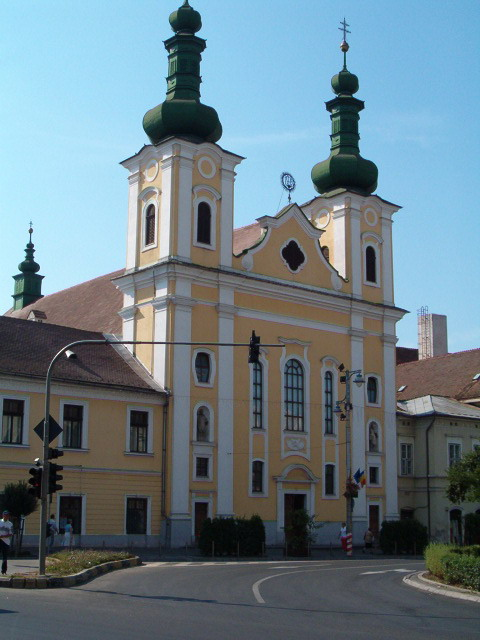
Biserica Sfântul Ioan Botezătorul din Târgu Mureș
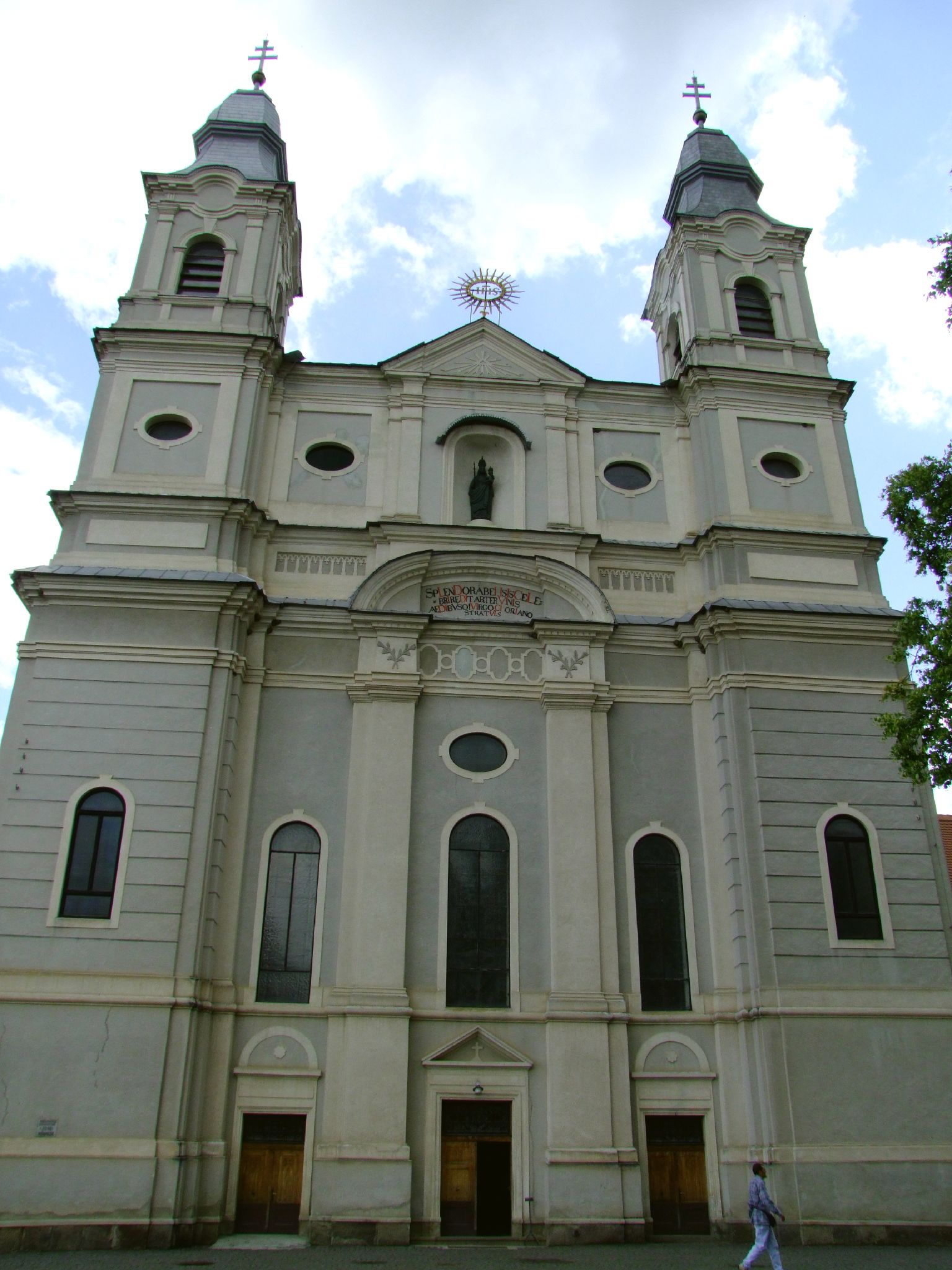
Biserica Franciscană din Șumuleu Ciuc
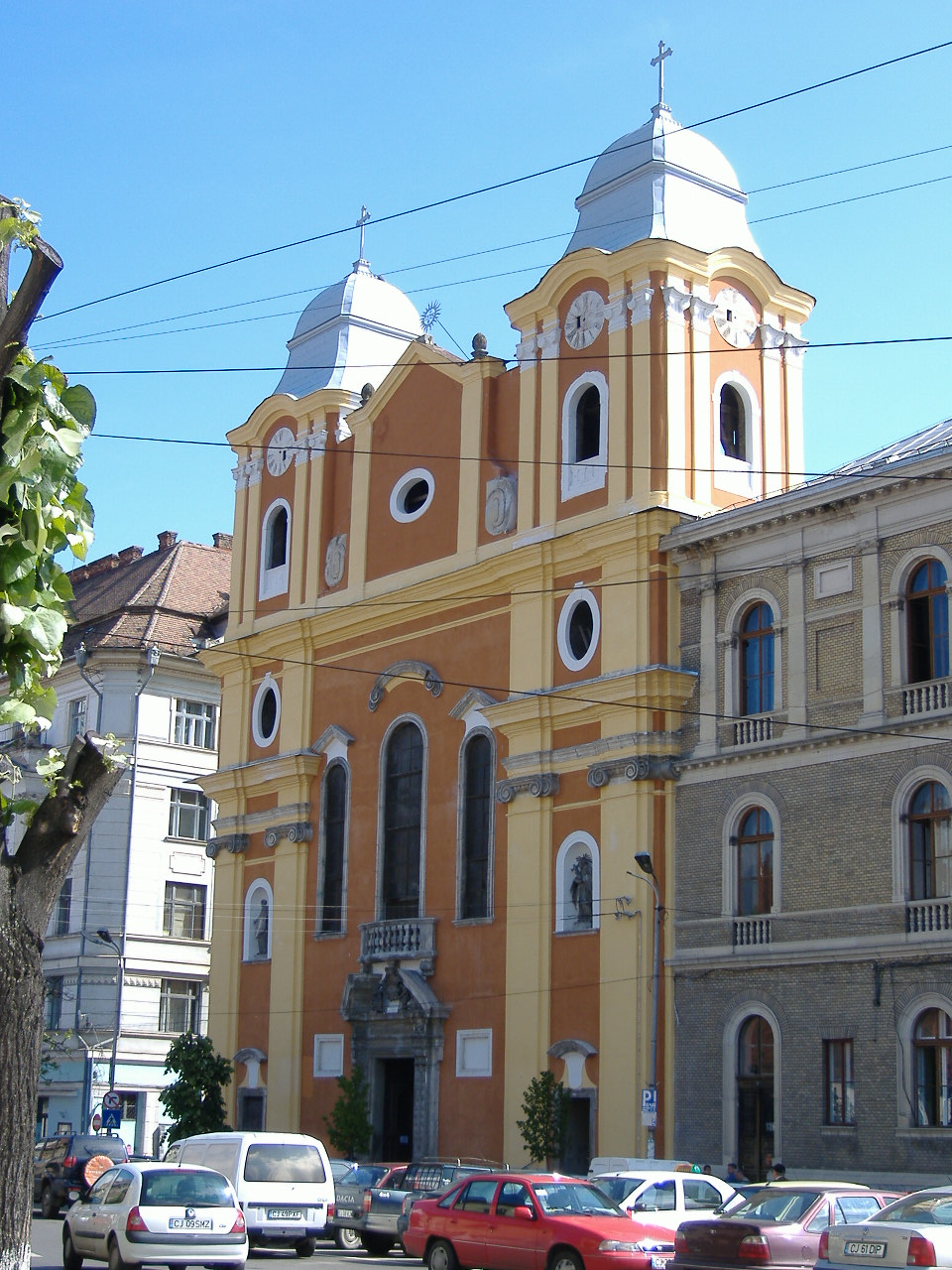
Biserica Piariștilor din Cluj
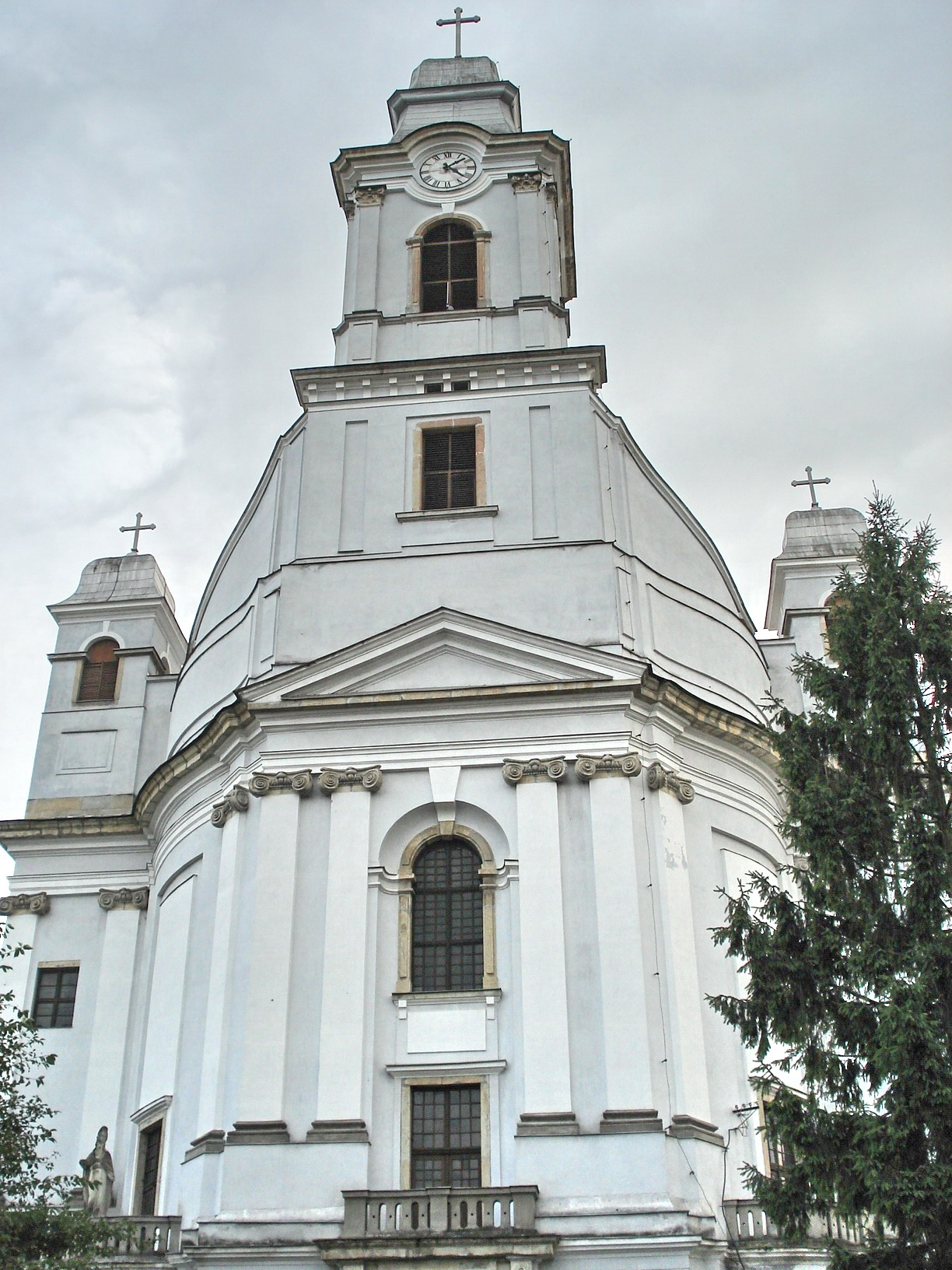
Catedrala Armeano-Catolică din Gherla